# Vesmírné lodě ve Hvězdné bráně
Tento článek popisuje vesmírné lodě v americké mediální franšíze Hvězdná brána, stejnojmenném americkém sci-fi filmu, respektive volně navazujícím seriálu a jeho dvou spin-offech Hvězdná brána: Atlantida a Hvězdná brána: Hluboký vesmír.

## Pozemské vesmírné lodě
Po dvou a půl letech výzkumu dvou ukořistěných goa'uldských Smrtících kluzáků nakonec Země zkonstruovala svůj první experimentální stíhač pro obranu před Goa'uldy nazvaný X-301, pozemsko–goa'uldský hybrid sestávající z goa'uldského kluzáku a pozemských součástí. Právě kvůli mimozemské technologii však letoun nebyl úspěšný. Po neúspěšných letových testech se Letectvo Spojených států rozhodlo postavit vlastní letoun založený na znalostech, které byly získány z mimozemských technologií. Výsledkem byl stíhací dvoumístný letoun X-302, podobný vyspělým MiGům či letounům F-22 Raptor. Do provozu byly tyto letouny nasazeny jako F-302 a jsou v současnosti standardními útočnými bojovými letouny používanými v programu Hvězdné brány.
Nedlouho poté byla Země schopna postavit svůj první mezihvězdný bitevní křižník X-303 Prométheus. Zatímco F-302 se hravě vyrovná s nepřátelskými letouny podobného typu, Prométheus byl stále na horší úrovni než jsou nejvyspělejší bitevní lodě vyspělých civilizací v galaxii. Plány na lodě F-302 a X-303 sdílí USA s Rusy, v rámci dohody o zapůjčení jejich Hvězdné brány. Později byla Země schopná postavit podstatně vyspělejší lodě nové třídy BC-304 Daidalos. Zatímco na Prométheus byly asgardské technologie instalovány až po dokončení lodi, třída Daidalos byla stavěna s asgardskými technologiemi už od začátku. Týká se to především štítů, transportního paprsku a hyperpohonu, ovšem zbraní ne, protože by mohly být potenciálně zneužity. Ale když Asgardi pochopili, že jejich druh nemůže nic zachránit před vymřením, darovali nakonec Zemi veškeré své znalosti a technologie, které umístili na Odyseu, loď třídy Daidalos.

### X-301
Letoun X-301 byl prvním pozemským pokusem o stíhač schopný letu do vesmíru a boji proti Goa'uldům. Je kombinací ukořistěných goa'uldských kluzáků a pozemských technologií. Letoun nese standardní rakety vzduch-vzduch AIM-120A, ovšem obohacené naquadahem pro umocnění výbušné síly a vybavené frekvenčním modulátorem, který střele umožňuje projít goa'uldskými štíty. Při konstrukci letounu se však nevědělo, že se od doby co Teal'c zradil Apophise, do letounů montují tzv. návratová zařízení. To zajistí, že v případě zcizení kluzák převezme řízení a letí podsvětlenou rychlostí směrem k nejbližší apophisově planetě, aby dotyčná posádka zemřela v kosmu. To se stalo, když Jack O'Neill a Teal'c tento nový letoun testovali. Na poslední chvíli však byli zachráněni, ale jediný prototyp odletěl do hlubokého vesmíru.

### F-302 (X-302)
Po neúspěchu došlo ke změně strategie, kdy byl navržen letoun kompletně postavený lidmi. Díky Jonasi Quinnovi a objevu naquadrie byl k tomuto letounu navíc přidán i hyperpohon. Letoun má čtyři typy motorů (proudové, upravené pulsační, raketové a hyperpohon). Hyperpohon však kvůli nestabilitě naquadrie nikdy plně nefungoval. Je možné provést pouze malé hyperprostorové skoky. Po dostavbě Prométhea se staly F-302 pomocnými obrannými prostředky, obdobně poté i u všech lodí třídy Daedalos. Kromě standardních leteckých kanónů je letoun vybaven raketami (pravděpodobně také vybavené frekvenčním modulátorem pro průnik goa'uldskými štíty), ale je možné na stíhačky instalovat i jaderné hlavice obohacené nauqadahem. Letoun nemá energetické štíty, ale vlastní technologii stealth. Po odzkoušení byl název letounu změněn z X-302 na F-302.

### Třída BC-303 Prométheus (X-303)

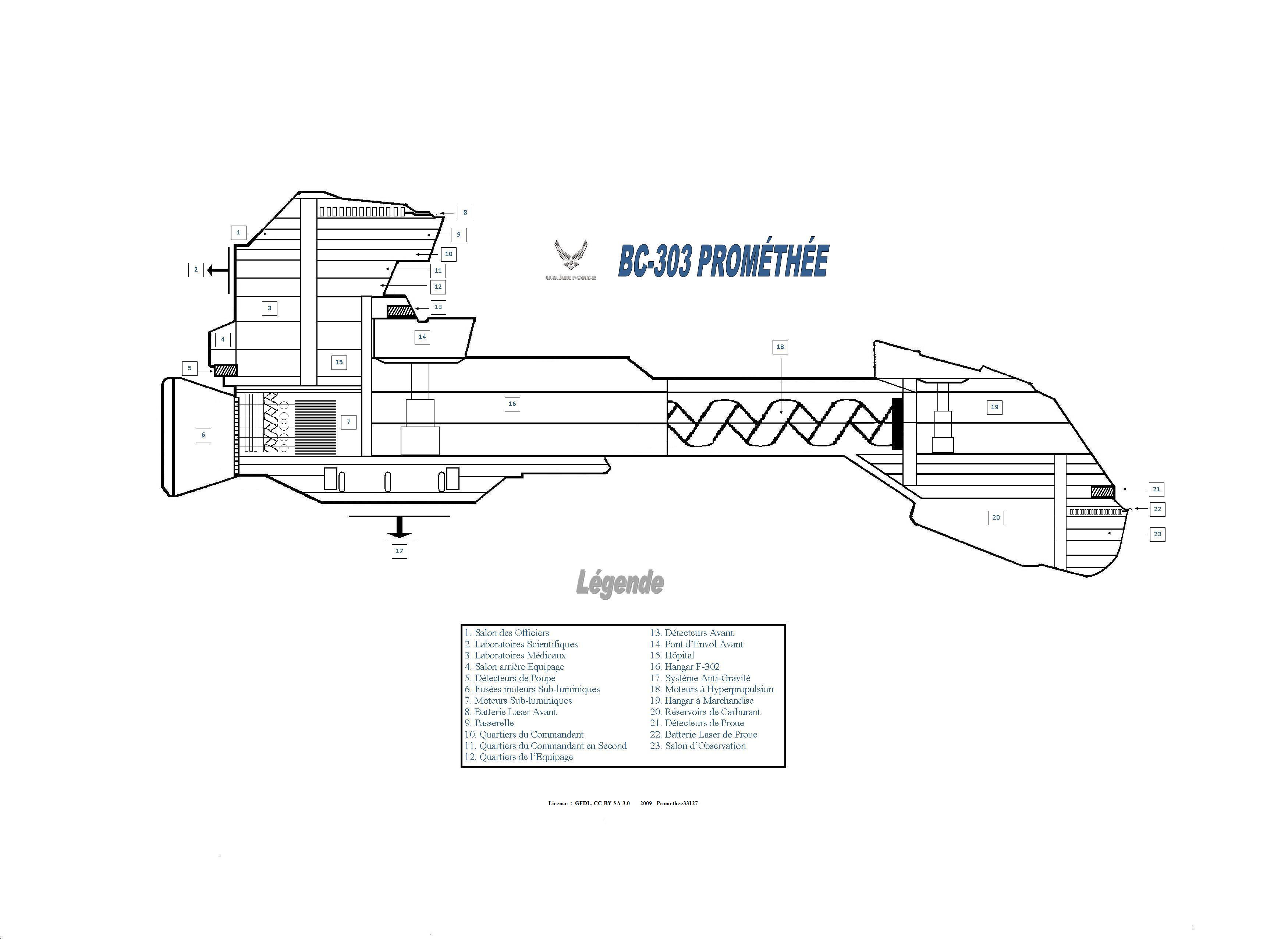
Boční průřez Prométhea.

Tento projekt je vyústěním snahy Letectva Spojených států o zkonstruování zařízení schopného čelit útoku goa'uldských ha'taků. Prométheus je první lidmi kompletně navrženou a postavenou lodí, schopnou mezihvězdného cestování. Jeho stavba trvala téměř dva roky a stála 2 miliardy amerických dolarů.
Prométheus je prototyp zcela nového druhu lodí – následovníků X-302. Jeho primární systémy jsou odvozeny od goa'uldských systémů a všechny jejich součásti byly vyrobeny na Zemi, a to včetně kontrolních krystalů spojujících hlavní počítač a ovládací systémy lodi. Jediné, co na Prométheovi nebylo vyrobeno Spojenými státy jsou transportní kruhy. Loď napájí několik naquahdahových reaktorů. Je však také vybavena naquadriovým reaktorem, který slouží ke generování energie potřebné pro let hyperprostorem. Kvůli nestabilitě naquadrie musí být tento reaktor vybaven bufferem, který kompenzuje kolísání energetického výstupu z reaktoru. Při prvním letu po úplném dokončení lodi byl však buffer poškozen a Prometheus nouzově opustil hyperprostor. Ale po následném letu hyperprostorem k nejbližší planetě s hvězdnou bránou došlo v důsledku chybějícího bufferu k přetížení naquadriového reaktoru, který musel být odhozen z lodi a následně vybuchl. Kvůli tomuto incidentu musel být na Promethea nainstalován hyperpohon z goa'uldské lodi typu Al-Kesh, který je však desetkrát menší, než Prometheus a tak musel Prometheus hyperprostorem cestovat pomocí skoků dlouhých kolem 50 světelných let. Asi rok a půl po dokončení Promethea byl goa'uldský hyperpohon nahrazen výkonnějším asgardským. Loď má 12 raketových baterií s několika desítkami běžných bojových raket, jaderných hlavic, 24 railgunů. K obraně je loď vybavena asgardskými energetickými štíty, které jsou pokročilejší, než goa'uldské.
Kromě toho jsou v dolních palubách hangáry, umožňující přepravovat až 8 letounů F-302. Trup lodi je vyroben z čistého trinia, což ho činí velice odolným. Prométheus může při startu dosáhnout orbity Země za méně než 30 sekund. Při použití podsvětelných motorů je loď schopna dosáhnout maximální rychlosti 180 000 km/s což je víc než polovina rychlosti světla. Rychlost při použití hyperpohonu je neznámá, ale loď po vylepšení asgardským hyperpohonem byla schopna během několika málo týdnů dorazit do galaxie Pegas vzdálené 3 milióny světelných let od Země.
Poté, co byl X-303 odzkoušen, rozhodlo se letectvo USA postavit celou flotilu těchto lodí; označení dalších lodí by se změnilo na BC-303 (zkratka pro Battle Cruiser 303). Ale ještě než byla stavba plánované flotily započata, byl otevřen projekt Daidalos. Během toho byl Prométheus zmodernizován novým mezigalaktickým hyperpohonem a asgardským transportním systémem. Tři roky po svém prvním představení byl Prométheus použit, když se SGC snažilo zničit randský satelit. Štíty Prométhea neměly proti zbrani Oriů nejmenší šanci a ani jeho zbraně nedokázaly proniknout energetickým štítem satelitu. Loď byla třemi výstřely zničena. Při zničení Prométhea zahynulo 39 členů jeho posádky, včetně jeho velícího důstojníka plukovníka Pendergasta.

### Třída BC-304 Daidalos
Třída BC-304 Daidalos nahradila Prométhea, který byl jedinou lodí své třídy. První lodí této třídy byl stejnojmenný Daidalos. Po zkušenostech s Prométheem byla vytvořena odlišná designová koncepce, a opraveny předešlé chyby. Třída Daidalos byla už od začátku plánována se začleněním asgardských technologií do systémů lodi, na rozdíl od Promethea, kde byly tyto technologie instalovány až dodatečně. Takže mimo antických transportních kruhů, přibylo asgardské teleportační zařízení včetně speciálních zaměřovacích senzorů, silnější asgardské štíty a asgardský hyperpohon.
Později byly lodě třídy Daidalos dovybaveny asgradskými zbraněmi a asgardským počítačovým jádrem:
- Nyní už není třeba používat na přenášení osob a objektů rádiový přijímač přichycený na daném objektu či osobě. Nová technologie umožňuje zaměřit objekt bez vysílače. Ovšem hned při prvním Daidalově bojovém nasazení bylo transportní zařízení upraveno, respektive byla odstraněna pojistka, která znemožňovala přenášení jakýchkoliv zbraňových systémů, aby mohly být přeneseny jaderné zbraně na lodě Wraithů v galaxii Pegas.[16]
- Mezigalaktický hyperpohon. Tento pohon je razantně výkonnější než původně u X-303. Díky jeho rychlosti (60 milionkrát rychlejší než světlo) umožňuje překonat vzdálenost mezi Zemí a Atlantidou (cca 3 miliony světelných let) za přibližně 18 dní bez ZPM, se ZPM během čtyř dnů.[16]
- Štít. Má větší kapacitu oproti starším a pomaleji se vybíjí. Což se vyplatilo při boji s Orii, kteří jsou mnohem pokročilejší, než Goa'uldi.
- Asgardské energetické zbraně – zbraňový systém vyvinutý Asgardy – odlišný od jejich dosavadních zbraní. Jedná se o paprsek s delší dobou trvání, který je schopný štít lokálně tak vytížit, že selže. Je to jediná zbraň schopná zničit mocné Orijské mateřské lodě,[17] ale i Antické lodě třídy Aurora.[18] Velice účinná je i proti Wraithským lodím. Dosud nebyla testována proti Goa'uldské lodi třídy Ha'tak.

#### Lodě třídy Daidalos
- USS Daidalos – Jeho primárním účelem bylo spojení mezi Atlantidou a Zemí. Poprvé se objevil, když dorazil na Atlantídu k její obraně před probíhajícím útokem Wraithů.[16] Daidalos se účastnil mnoha dalších misí v galaxii Pegas, včetně bitev s Wraithy,[19] Asurany[18] nebo hybridem Wraitha a člověka Michaelem[20] a často také asistencí týmů pplk. Shepparda.
- USS Odysea – Vlajková loď Země primárně určena pro obranu planety. Střetla se s klony Goa'ulda Ba'ala,[21] Lucianskou aliancí[22] nebo s Orii.[23] Mimo to navštívila i Atlantidu. Na Odyseu byla nainstalována řada asgardských technologií, včetně zbraní a kompletní asgardské databáze před hromadnou sebevraždou Asgardů.[17]
- Koroljov – Tuto loď dostalo Rusko na samém konci deváté řady. Jejím prvním a posledním velitelem byl plukovník Čechov. Tato loď byla urychleně dokončena a zúčastnila se bitvy u Superbrány s Orii.[23] V bitvě byla zničena, avšak zachránilo se šest členů posádky, včetně Daniela Jacksona, který se pomocí kruhů transportoval na Orijskou loď a podplukovníka Camerona Mitchella, který unikl ve stíhačce F-302.[24]
- USS Apollo – Další loď této třídy je primárně určena pro Atlantidu a zde se od čtvrtého roku expedice střídá s lodí Daedalos v zásobování a obraně města. Poprvé se objevil, když měl za úkol zaútočit na loděnice Asuranů.[25] Později byly Apollo s Daidalem, již vylepšené o asgardské zbraňové systémy, vysláni do bitvy proti Asuranům spolu s koalicí civilizací galaxie Pegas, Wraithů a Cestovatelů.[18]
- USS George Hammond (původně Fénix) – Tato loď se původně měla jmenovat Fénix, ale ještě před dokončením byla přejmenována na USS George Hammond, jako pocta generálu Hammondovi, který v seriálu zemřel na srdeční infarkt,[26] stejně jako jeho představitel Don S. Davis. Hammond se jako první pozemská loď objevil v seriálu Hvězdná brána: Hluboký vesmír, když letěl na základnu Ikarus, kterou následně bránil před útokem Luciánské aliance.[27]
- Sun-c'  – Zmínka v díle Nepřítel před branami. Velitel Apolla poslal Atlantidě zprávu, ve které se zmiňoval o tom, že Sun-c' ztrácí atmosféru. Pravděpodobně ale loď stále existuje. Podle producenta Josepha Mallozziho patří tato loď Číně.[26]

#### Alternativní časová linie
- USS Fénix – Tato loď se objevila v alternativní časové linii (epizoda 4x20 Hvězdné brány: Atlantidy), kde byla přidělena Atlantidě a velela jí plukovník Samantha Carterová. Fénix v alternativní realitě dlouho prováděl úspěšný partyzánský boj s hibridem Wraitha a člověka jménem Michael. Fénix zničil velké množství Michaelových úlů, ale byl chycen do léčky a následně těžce poškozen. Plk. Carterová evakuovala posádku a sama provedla sebevražedný nálet do jedné z mateřských lodí, která následně vybuchla, čímž zničila další dvě lodě.[28]

## Antické vesmírné lodě

### Alteránská loď
Tuto loď využili Alterané (starší název Antiků) k útěku ze své domovské planety, před nepřátelskou frakcí Oriů se kterou nechtěli vést válku, což se stalo v době před miliony let. To bylo k vidění ve flashbacku filmu Hvězdná brána: Archa pravdy. Loď byla postavena uvnitř hory Ortus Mallum, kde Alterané žili prostým způsobem, hora byla při odletu zničena.

### Destiny
Destiny je antická průzkumná loď, vyslaná na svou cestu před miliony let, za tu dobu loď urazila několik miliard světelných let. Antikové chtěli prozkoumat signál, který nalezli v reliktním záření, dokazující inteligenci v počátcích vesmíru. Jelikož by jim výzkumná cesta na Destiny trvala dlouho, vyslali ji samotnou a plánovali na ni přijít později hvězdnou branou, jejíž zastaralý typ má loď na palubě. To se ale nikdy neuskutečnilo, z důvodu jejich povznesení na vyšší úroveň bytí. 
V současnosti na loď neplánovaně přišla bránou expedice programu Stargate a snaží se pokračovat v jejím původním úkolu, přestože se většina chce vrátit domů, což se zdá nemožným. Jedinou komunikací mezi expedicí na Destiny a Zemí jsou antické komunikační kameny, které fungují tak, že si lidé na obou koncích vymění vědomí, takže ovládají tělo toho druhého.Hvězdná brána: Hluboký vesmír 1x02 Vzduch, druhá část</ref> Tak mohou lidé z Destiny podávat hlášení na Zemi a zároveň se snaží najít způsob, jak dostat všechny z lodi Destiny na Zemi a na Destiny vyslat vybraný expediční tým. To se ale přes několik pokusů až do konce seriálu nepodařilo.
Jako zdroj energie využívá Destiny hvězdnou hmotu, kterou nabírá při průletu skrz samotné hvězdy. Většinu cesty tráví loď při nadsvětelné rychlosti, zkráceně FTL, předchůdce moderního hyperpohonu. Během letu dělá loď zastávky, pro načerpání hvězdné hmoty nebo možnost navštívit planetu v dosahu hvězdné brány, který je proti novějším typům velmi omezen. Na lodi se také nachází kopule pro pěstování jídla, port pro připojení konstrukční lodě, výtahy cestující vertikálně i horizontálně po celé lodi. Jsou zde malé kulové létající sondy, určené buď pro kontrolu lodi nebo pro průzkum planety bránou před osobní návštěvou, sondy jsou nazvané KINO, členem expedice Eliem Wallacem.

### Antický raketoplán
Antický raketoplán je umístěn na lodi Destiny a slouží pro dopravu na povrch blízkých planet, je schopen pouze podsvětlené rychlosti. Na Destiny byly nalezeny dva, avšak jsou zde porty pro zadokování až tří raketoplánů.

### Konstrukční loď
Konstrukční loď (nebo též Rozsévací loď) je automatická loď, tvořící celou flotilu vyslanou před Destiny, aby v blízkosti (až stovek ly) automaticky plánované trasy pokládaly automaticky vyrobené hvězdné brány na planetách se zdroji pro Destiny a její posádku, které by mohla posádka potřebovat. Spolu s tím může návštěva planet sloužit pro odreagování od dlouhého letu vesmírem.

### Atlantida
Atlantida (anglicky Atlantis) je fiktivní město v televizních seriálech Hvězdná brána a Hvězdná brána: Atlantida. Jedná se o ztracené město Antiků, které se původně nacházelo na Zemi na Antarktidě. Město je zároveň mezihvězdným plavidlem a je schopno letu hyperprostorem. Zhruba před pěti miliony let se však Antikové rozhodli kvůli smrtící epidemii v Galaxii Mléčná dráha opustit Zemi a s městem odletěli do galaxie Pegas.
V galaxii Pegas Antikové narazili na Wraithy, velice nebezpečný druh, což vedlo k válce, trvající sto let, kterou kvůli početní převaze agresorů prohráli prakticky v celé galaxii. Atlantída byla poslední vzdorující město, které kvůli obležení Antikové potopili na dno oceánu, čímž také výrazně zmírnili dopad wraithských zbraní na štíty. Tento vzdor nikam nevedl a tak Antikové před deseti tisíci let město opustili a vrátili se hvězdnou bránou na Zemi, kde zaseli základy civilizací, po čemž se většinou povznesli. Když expedice Atlantida programu Stargate, vedenou Elizabeth Weirovou město našla, bylo stále pod mořem. Poté, co se jejich příchodem město probudilo, došlo ke zatížení již téměř vybitého ZPM, které se brzy dostalo pod kritickou hranici a město se nouzově vynořilo. Jelikož vynořením došlo ke spotřebě veškeré zbylé energie, byl běžný chod města dále zásoben energií z naquadahových generátorů, která však nestačila pro obranu města.
Město je napájeno až třemi ZPM (tzv. Modul nulového bodu, který čerpá energii přirozeně tvořenou subprostorem,avšak pouze z oblasti uvnitř zařízení. Ochranou města je energetický štít, který dokáže odolat jakémukoliv útoku, ale doba po kterou může být vztyčený je úměrná množství energie, které je v ZPM. Štít je také určen pro udržení atmosféry ve městě při vesmírném letu. Obranný systém jsou za chodu žlutě zářící střely, dálkově ovládané mentálním rozhraní kontrolního křesla, kterým se i ovládá let Atlantidy. Střely jsou schopné projít téměř jakýmkoliv štítem. Prakticky totožný systém byl nalezen na základně Antiků na Antarktidě.
Nejdůležitější částí města je jeho hlavní věž, ve které se nachází řídící místnost s bránou. Zde se rovněž nachází hangár pro Puddle Jumpery, což jsou malé antické lodě schopné průchodu hvězdnou bránou. Z hangáru lze vyletět zatahovací střechou hlavní věže. Ve spodní části města je také podvodní hangár s Jumpery (pravděpodobně pod centrální věží). Dveře jsou celé pod vodou tak, že musí být zapnuto silové pole na vratech aby se voda nevlila dovnitř nebo se po uzavření vrat odčerpá (to se dělá manuálně z ovládací místnosti hangáru). Tuto ovládací místnost využil generál O'Neill, když byla Atlantida obsazena Replikátory. Hangár se v době popisované v seriálech zřejmě nepoužívá a jsou v něm pouze 3 Puddle Jumpery.

### Puddle Jumper
Puddle Jumper (nebo jen Jumper) jsou malé vesmírné lodě schopné průchodu hvězdnou bránou. Na Atlantidě je jich uskladněno několik ve dvou hangárech. Mají zlatou barvu a tvar válce na obou koncích ukončené šikmou plochou, vzadu mají dvě výsuvné gondoly s motory a střílnami – každý Jumper nese až 12 antických střel, neboli dronů. Pokud jsou gondoly zasunuté, Jumper může proletět bránou. Jumper je rozdělen na dvě části – přední a zadní. Vpředu jsou čtyři křesla, vzadu 2 lavice po stranách pro asi 12 cestujících. Na palubě má Jumper vlastní zadávací panel hvězdné brány, zkráceně DHD, inerciální tlumiče, umělou gravitaci, podporu života, štíty a dokonalé maskování. Loď je také schopna cestovat pod vodou.

### Třída Aurora
Aurora byla třída antických bitevních lodí používaná během války s Wraithy, je vybavena střelami zvanými drony. První z nich, Aurora, byla Antiky vyslána na průzkumnou misi za účelem zjistit wraithskou technologickou slabinu, díky které by Antikové vyhráli válku. Loď byla poškozena a na Atlantidu se nedostala. Loď byla nalezena ve vesmíru týmem pplk. Shepparda díky ZPM ze Země. Byla těžce poškozena ale uvnitř se nacházelo tisíce stázových komor s Antiky, kteří spolu pořád komunikovali. Jejich stáří nedovolovalo „probuzení“. Loď byla vybavena velmi silnou autodestrukcí která kromě lodi zničila i dva Wraithské křižníky.

#### Lodě třídy Aurora
- Aurora[46]
- Hippaforalkus (přejmenován na Orion)[47]
- Tria[43]
- Loď objevená Cestovateli[48]
- Lodě Asuranů[25][18]

### Antický křižník
Třída neznámého názvu, jejíž lodě byly použity ke zničení nezdařeného antického experimentu s výrobou androidů tvořených nanity, které pozemšťané nazvali Replikátoři, pro jejich podobnost s již známým stejnojmenným druhem. Oni sami si říkají Asurané.

### Asuranský křižník
Křižník, který využívají Asurané (androidi tvořeni nanity, jinak známí jako Replikátoři). Je vyzbrojen drony a vybaven štíty a hyperpohonem. Sheppardův tým se s nimi setkal několikrát, poprvé při krádeži asuranského ZPM, když jim chtěli Asurané zabránit v útěku Jumperem, ale včas dorazila pozemská loď Apollo, která je pod palbou vzala do hangáru a vstoupili do hyperprostoru. Naposledy byl tento typ viděn na Novém Athosu, když se Sheppardův tým setkal se svými kopiemi.

## Asgardské vesmírné lodě
Asgardské vesmírné lodě patřily k nejvyspělejším v galaxii Mléčná dráha a galaxii Ida. Asgardé tyto lodě používali nejenom k obranně, ale i k vědeckému výzkumu. Všechny lodě Asgardů jsou ovládány jen jediným Asgardem, díky tomu, že jsou velmi automatizované. Všechny asgardské lodě byly zřejmě zničeny během hromadné sebevraždy Asgardů.

### Třída Biliskner
Třída Biliskner, také známá jako asgardské mateřské lodě, je hlavní třída asgardských lodí, převážně určená pro válku s replikátory. Během války s replikátory byla postupně nahrazována třídou O'Neill. Do návratu Anubise to byl nejsilnější typ vesmírných lodí v Mléčné dráze. Třída Biliskner nese jméno po asgardské vlajkové lodi, které velel Thor, vrchní velitel asgardské flotily. Ta je také známa jako „Thorův vůz“.
Lodě třídy Biliskner jsou vybaveny čtyřmi ionto-neutriovými generátory, které dohromady dodávají lodi energii přibližně až 4 TJ. Pro pohyb ve vesmíru je loď vybavena výkonnými podsvětelnými motory. Pro pohyb v hyperprostoru jsou lodě vybaveny asgardským mezigalaktickým hyperpohonem.
Loď je nezjistitelná běžným lidským radarem a tak nebyly asgardské lodě nikdy zjištěny, když byly na orbitě Země.

#### Lodě třídy Biliskner
- Thorův Biliskner (Thorův vůz)
- Thorův Biliskner (II.)

### Třída O'Neill
Lodě O'Neill jsou nejmodernějšími loděmi Asgardů. Loď je navržena pro boj s Replikátory. Má druhé nejmodernější asgardské zbraně, schopné zničit replikátorské lodě, ale ne dost výkonné na zničení orijských lodí. Několik lodí tohoto typu bylo vidět při obraně Orilly proti replikátorské lodi, a jedna při bitvě u superbrány. Tato loď má mnohem silnější štíty, schopné odolat i několika zásahům od orijské lodi. I přes velikost 1,5 km je velmi obratná – při bitvě u superbrány používala téměř stíhací taktiku a vydržela v boji déle než jakákoli jiná loď v bitvě. Má mezigalaktický hyperpohon ale méně výkonný než lodě třídy Biliskner. Zdrojem je pravděpodobně několik upravených neutronio-iontových generátorů. Má i maskování.

#### Lodě třídy O'Neill
- O'Neill prototyp (zničen)
- Thorův O'Neill
- Freyův O'Neill
- Kvasirův O'Neill
- Aegirův O'Neill (Valhalla)

### Třída Daniel Jackson
Třída Daniel Jackson je třída vědeckých lodí. Jsou známé pouze dvě lodě této třídy a to Thórův Daniel Jackson a Lokiho loď. Pomocí lodě Daniel Jackson hlídal Thor postup ničení replikátorů uvězněných na planetě Halla. Thór v této lodi vytvořil s pomocí Jacka O'Neill první disruptor. Poté Thór zničil touto lodí s disruptorem replikátory na asgardské planetě Orille.
Lodě této třídy jsou vybaveny ionto-neutriovými generátory. Pro pohyb ve vesmíru je loď vybavena podsvětelnými motory a pro pohyb v hyperprostoru jsou vybaveny asgardským mezigalaktickým hyperpohonem.
Štíty lodí třídy Daniel Jackson jsou odolnější než u třídy Biliskner, ale slabší než u lodí třídy O'Neill. To může být dáno i tím, že jde o spíše výzkumné lodě. Velikostí jsou to lodě srovnatelné s goaul'dskými Ha'taky.

### Třída Vanir
Tyto byly postaveny asgardy, kteří odešli do galaxie Pegasus před více než 10 000 lety. Zřejmě z nedostatku zdrojů a odloučení nemají tyto lodě výkonný mezigalaktický hyperpohon, ale slabší mezihvězdný. Pro pohon ve vesmíru disponují lodě této třídy 7 podsvětelnými motory. Tyto lodě mají slabé štíty i energetické zbraně. Díky tomu je byly lodě Cestovatelů schopny zničit.
Zvláštností těchto lodí je generátor elektromagnetického pole, který jim umožnil projít štítem Atlantidy bez jakéhokoliv odporu.

## Goa'uldské vesmírné lodě

### Smrtící kluzák
Smrtící kluzák je standardní dvoumístný goa'uldský stíhač. Je schopen letu v atmosféře i ve vesmíru avšak není vybaven hyperprostorovým motorem. Nese 2 plazmová tyčová děla. Po Teal'cově zradě nechal Apophis do svých kluzáků namontovat zařízení, které v případě krádeže zadají kurz na jeho domovskou planetu. Vzhledem k absenci hyperpohonu takový let může trvat i milion let, a proto se jedná o poměrně efektivní trest.

### Bojový kluzák
Bojový kluzák je opět dvoumístný stíhač ozbrojený dvěma plazmovými tyčovými děly. Dokáže proletět bránou, na rozdíl od Smrtícího kluzáku, který na to má příliš velké rozpětí křídel. Tyto kluzáky se používaly asi před sto lety.

### Tel'tak
Tel'tak je Goa'uldská nákladní loď, která je rozdělena na tři části propojené elektronickými dveřmi. V přední části se nachází kabina se dvěma sedadly pro piloty a čtyřmi záchrannými moduly. V prostřední části je nákladový prostor, ve kterém jsou transportní kruhy a v zadní části je strojovna s rozvody v podobě energetických krystalů. Loď je dále vybavena maskováním, mezihvězdným hyperpohonem a slabšími štíty. Tyto lodě hojně využívají Tok'rové, Luciánská aliance, obchodníci a pašeráci.

### Pěchotní loď
Pěchotní loď se požívá k přepravě Jaffských vojáků z mateřské lodě na planetu pod ní. Tato loď má minimální vybavení tzn. nemá hyperpohon, zbraně ani štíty, slouží výhradně k transportu vojska. Poprvé ji použil Goa'uld Zipacna (věrný Anubisovi) při útoku proti Tok'rům na planetě Revanna.

### Al'kesh
Alkesh je goau'ldský bombardér, jedná se o velký obratný bombardér schopný cestovat hyperprostorem. Většinou nese jedno- až dvoučlennou posádku ale bylo by ho možné použít i jako výsadkovou loď. Je tak velký že se do něj vejde i hvězdná brána a je vybaven transportními kruhy. Jeho hlavní výzbrojí je gondola pod lodí, vybavená dvojicí plazmových tyčových děl, podobných těm, používaných na Smrtících kluzácích. Pro útoky na pozemní cíle používá bombardování plazmovými koulemi které dopadají na zem a vybuchují jako standardní bomby,čehož bylo významně použito proti Tok'rům při dobývání jejich domovské planety.

### Ha'tak
Ha'tak je goa'uldská mateřská loď, schopná letu hyperprostorem. Je používána Goa'uldy, To'kry, svobodnými Jaffy a Luciánskou aliancí hlavně jako mateřská loď. Skládá se z obyvatelného zlatého jehlanu, ve kterém se nachází Pel'tak (můstek lodi), obytné prostory až pro 2 000 Jaffů, hangáry pro 80 kluzáků a několik Tel'taků nebo Al'keshů, ale také vězení. Loď se dále skládá z vnějšího pláště kde se nachází zbraňové platformy, které tvoří zvětšené verze tyčových zbraní, a také vstupy do hangárů. Tato část lodi je neobyvatelná.

### Speciální lodě

#### Usirevova loď
Jedná se o loď se kterou Osiris uprchl ze Země. Tvarem připomíná loď třídy Tel'tac. Ze spodní části lodi se vysouvá dlouhý masivní osten neznámé funkce. Jinak má loď standardní výbavu jako je hyperpohon, štíty a zřejmě i zbraně.

#### Raova mateřská loď
Byla viděna v úvodním filmu Hvězdná brána, kde byla zničena atomovou bombou. Současně na ní zahynul první známý goa'uld, Ra.

#### 1. Apophisova mateřská loď
Tato loď měla být první mateřskou lodí Goa'ulda Apophise, byla však zničena týmem SG-1 ještě před jejím dostavěním (v epizodě Odkaz Ataniků).

#### 2. Apophisova mateřská loď
Jde o mateřskou loď, kterou Goa'uld Apophis postavil namísto své zničené první mateřské lodi. Tato loď je hned po Anubisově mateřské lodi nejsilnější a nejrychlejší lodí, jakou kdy Goa'uldi zkonstruovali. Má silné štíty a výbornou výzbroj. Loď je schopna čelit útoku mnoha Ha'taků, byla postavena jako symbol Apophisovy moci. Je také vybavena maskovacím zařízením a hyperpohonem.

#### Anubisova mateřská loď
je mateřská loď, na které se kombinují technologie Goa'uldů s některými technologiemi Antiků. Anubisova mateřská loď je mnohokrát větší než klasický Ha'tak, je i větší než jakákoli jiná mateřská loď Goa'uldů. Má velmi silné štíty, které jsou odolné proti goa'uldským a dokonce i asgardským zbraňovým systémům. Loď má kromě skvělých štítů i výborné zbraně. Jednak je to ultimátní dělo, které využívá šest goa'uldských ok (krystalů), a energetické výboje, které se osvědčily v boji s Ha'taky. Jeden výstřel z tohoto děla dokáže zničit celou planetu, či flotilu Goa'uldských vládců soustavy.

## Orijské vesmírné lodě

### Stíhač
Orijský stíhač je malé bojové plavidlo ve tvaru šipky. Poprvé se objevilo v epizodě Z masa a kostí v boji s několika Al'keshi na planetě Chulak. V epizodě Čára v písku, se objevuje jeden orijský stíhač, který pomocí transportních kruhů přenese orijské válečníky na planetu.

### Mateřská loď
Orijská mateřská loď se poprvé objevuje v epizodě Křížová výprava, kde jsou tyto lodě viděny během jejich konstrukce. Orijská mateřská loď je vybavena silnými energetickými zbraněmi, které dokáží zničit goa'uldský Ha'tak jediným výstřelem. Loď je dále vybavena velmi odolnými štíty, které dokáží odolat většině zbraní. Loď je ovládána orijským převorem.

## Wraithské vesmírné lodě

### Šipka
Wraithská šipka je malé jednomístné vesmírné plavidlo schopné proletět hvězdnou bránou. Poprvé se objevilo v epizodě Vynoření. Hlavním úkolem tohoto plavidla je unášení lidí, ke krmení Wraithů, pomocí transportního paprsku. Šipka je vybavená energetickými zbraněmi, schopnými zničit Puddle Jumper přímým zásahem. Taky má zabudované vlastní DHD.

### Wraithský křižník
Wraithský křižník je středně velké vesmírné plavidlo, které se poprvé objevuje v epizodě Dopisy z Pegasu. Wraithské křižníky obsahují organické technologie a mají slabé štíty. Jejich výzbroj tvoří energetické zbraně, které jsou schopny bombardovat planetu z oběžné dráhy. Lodě jsou vybaveny podsvětelnými motory a hyperpohonem. Jsou také schopny létat v atmosféře a přistávat na povrchu planet.

### Úl
Wraithský Úl nebo též Hnízdo je jednou z největších vesmírných lodí v seriálu Hvězdná brána: Atlantida. Poprvé se tato loď objevuje v epizodě Vynoření, kde nebyla zpočátku rozpoznána jako loď, protože byla zarostlá stromy. Lodě jsou vybaveny několika stázovými kapslemi pro hibernaci Wraithů a kapslemi pro uložení lidských obětí pro budoucí „konzumaci“. Taktéž jsou vybaveny hyperpohonem, avšak musí provádět pravidelné zastávky, aby se jejich organické složky zotavily. Lodě jsou vyzbrojeny řadou energetických zbraní po celém jejich trupu a mají tak obrovskou palebnou sílu.

## „Nakaiské“ vesmírné lodě
- Bojová loď
- Mateřská loď

## Vesmírné lodě Strojů
- Kontrolní loď
- Malý Dron
- Velký Dron

## Ostatní vesmírné lodě
- Gadmeerská teraformační loď
- Seberus (Hebridanská vězeňská loď)
- Stromos(Talthuská evakuační loď)
- Vesmírná loď z dílu Grace
- Cestovatelská generační loď
- Ursinská válečná loď
- Novuská evakuační loď
- Stíhačka z dílu Daedalos na druhou
- Mateřská loď z dílu Daedalos na druhou